# From the Rough
From The Rough es una película independiente estadounidense basada en la historia real de Catana Starks, una exentrenadora de natación de la Universidad Estatal de Tennessee, que se convirtió en la primera mujer en dirigir un equipo de universidad masculino. Taraji P. Henson interpreta a Cassandra Turner la versión novelada de Catana Starks.

## Actores
- Taraji P. Henson como Cassandra Turner.
- Tom Felton como Edward.
- Michael Clarke Duncan (en su último rol de película) como Roger.
- LeToya Luckett como Becky.
- Henry Simmons como Kendrick Paulsen Jr.
- Justin Chon como Ji-Kyung.
- Robert Bailey Jr. como Craig.
- Ben Youcef como Bassam.
- Paul Hodge como Cameron.

## Argumento
Con la unidad, pasión y coraje, Catana Starks tomó un grupo rebelde de chicos no coincidentes de todo el mundo y los guio a un récord de todos los tiempos en el Campeonato Minority Colegiado Nacional PGA. Encargado de la construcción del primer equipo de golf del estado de Tennessee y encontrar solo uno disponible golfista afroamericano - Craig, ex caddie con mucho talento, pero no la confianza - empuja Catana Starks fuera de contexto Históricamente Negro de TSU, y, en contra de gran resistencia, abre la lista para los niños desfavorecidos de todo el mundo: Edward, un joven británico de clase baja con un encanto libertino y un desacato a la autoridad, Bassam, un franco-argelino de París, enojado por la discriminación de su pueblo, de voz suave, pero puedan explotar; Cameron, una australiana de un hogar monoparental con una infancia pasó trabajando, utilizando el golf como medio para escapar, y Ji-Kyung, un surcoreano desafectos del Condado de Orange, con un amor del hip hop. Encontrar cada uno de estos muy diferentes jugadores en lugares de todo el mundo es difícil. Lograr que se unen como un equipo es más difícil. Pero Catana Starks disfruta con el desafío. Al final del día, el carácter de una persona se determina por la adversidad que se enfrenta. Contra todo pronóstico, Catana Starks lleva a sus perdedores desde lo áspero y los convierte en ganadores.

## Proyecciones
La película se proyectó en varios festivales de cine y eventos el 2011, y, en su versión actual, se está preparando para el estreno en cines a finales de 2013, incluso 2014, según su financiación.
El 2012, iba a hacer su estreno oficial para el mes de febrero, pero por problemas financieros, la película se pospuso. Según el director, Pierre Bagley, la película estaba lista para ser lanzada, pero Michael Critelli, su financiero, quería hacer unos pocos reparos en ella para hacer su público más amplio aún, considerando las estrellas de fama mundial que posee, tales como Taraji P. Henson, Michael Clarke Duncan y Tom Felton, este último teniendo un amplio fanatismo gracias a la fama mundial derivada por la saga de Harry Potter.
Tras la muerte de Michael Clarke Duncan, en septiembre de 2012, la película quedó inédita hasta su lanzamiento.
El 2013, una nueva proyección será en julio, durante la conferencia de la National Urban League, organizado por la Liga Urbana de Filadelfia. Critelli dijo que la versión actual sería 92 minutos, recortando unos 25 minutos. Esto se debe a que esta proyección se centrará en el carácter del entrenador y "su transformación como un líder y mentor para los jóvenes."

## Campaña 2013
El 2013, los realizadores realizan un arduo trabajo para poner finalmente la película en libertad, utilizando las redes sociales tales como Facebook, alentando a los fanes a que ayuden a su comercialización y distribución.
Además, realizaron un convenio con Indiegogo, con una campaña para juntar dinero a través de Internet. Gracias a esto, los donadores pueden optar incluso a un espacio en los créditos de la película, como uno de los que hicieron posible el film.